# Eutropis beddomii
Eutropis beddomii là một loài thằn lằn trong họ Scincidae. Loài này được Jerdon mô tả khoa học đầu tiên năm 1870.